# Bronisławów (powiat piotrkowski)
Bronisławów – wieś w Polsce położona w województwie łódzkim, w powiecie piotrkowskim, w gminie Wolbórz.
W latach 1975–1998 miejscowość należała administracyjnie do województwa piotrkowskiego.
Bronisławów leży ok. 700 metrów od Zalewu Sulejowskiego. Pobliskie wsie to: Golesze Duże, Golesze-Parcela, Golesze Małe, Lubiaszów.
We wsi Bronisławów znajdowało się kiedyś ujęcie brzegowe ze Zbiornika Sulejowskiego, które stanowiło zaopatrzenie w wodę dla Łodzi. Budowę tego ujęcia rozpoczęto w 1969 r., ukończono w 1974 r. Pobór wód zakończono w 2004 r. Obecnie w Bronisławowie eksploatuje się wody podziemnie, których źródła znajdują się bezpośrednio pod Zbiornikiem Sulejowskim. Działa już 7 takich studni.
Przez wieś przebiega  pieszy Szlak Rekreacyjny Rzeki Pilicy.